# Bảo tàng Grévin
Bảo tàng Grévin (tiếng Pháp: Musée Grévin) là một bảo tàng sáp nằm ở Quận 9 thành phố Paris, nơi trưng bày các bức tượng sáp của những nhân vật nổi tiếng. Grévin là bảo tàng tư nhân, thuộc Compagnie des Alpes, công ty kinh doanh các dịch vụ trượt tuyết.
Nằm ở số 10 đại lộ Montmartre, bảo tàng Grévin có phòng mái vòm được trang trí theo phong cách Baroque từ năm 1882. Bảo tàng trưng bày hơn 300 bức tượng sáp các nhân vật nổi tiếng, từ Albert Einstein tới Michael Jackson, Mahatma Gandhi tới Alfred Hitchcock. Bên cạnh đó là các những nhân vật hư cấu như Lucky Luke, Lara Croft...
Một số cảnh lịch sử của Pháp cũng được dựng lại, như vua Louis XVI bị giam cầm trong Tour du Temple, hay Jeanne d'Arc trên dàn thiêu. Và còn có những sự kiện quan trọng của thế kỷ 20 như bước đi đầu tiên của con người trên Mặt Trăng hay sự sụp đổ của Bức tường Berlin.
Các ngôi sao, nhân vật nổi tiếng mới cũng được đưa vào bảo tàng, như tượng Nicolas Sarkozy được đặt vào ngày 13 tháng 7 năm 2006, tượng cầu thủ bóng rổ người Pháp Tony Parker từ ngày 8 tháng 10 năm 2006.

## Lịch sử
Vào cuối thế kỷ 19, Arthur Meyer, phóng viên và là sáng lập viên nhật báo Le Gaulois, đã có ý tưởng giới thiệu các nhân vật nổi tiếng với người đương thời. Với thời kỳ này, nhiếp ảnh rất ít được báo chí sử dụng và Arthur Meyer tưởng tượng sẽ tạo ra một địa điểm nơi công chúng có thể "nhìn tận mặt" những người nổi tiếng.
Ý tưởng này vốn được khởi đầu bởi Philippe Mathé-Curtz từ năm 1770, sau đó được con gái là Marie Tussaud thực hiện. Marie Tussaud sang Anh vào năm 1795 nhưng rồi không thể quay trở lại Pháp bởi cuộc chiến tranh Pháp-Phổ. Năm 1835, Marie Tussaud thành lập bảo tàng sáp Madame Tussauds ở Luân Đôn.
Để thực hiện dự án này, Arthur Meyer đã nhờ tới Alfred Grévin, vốn là một họa sĩ biếm họa, đồng thời là người thiết kế trang phục sân khấu và nhà điêu khắc. Alfred Grévin dốc toàn tâm tham gia dự án và bảo tàng được mang tên của Grévin. Mở cửa vào ngày 5 tháng 6 năm 1882, bảo tàng Grévin thành công ngay lập tức.
Năm 1883, Gabriel Thomas, một nhà đầu tư tài chính lớn, đã đảm bảo cho bảo tàng Grévin một cơ cấu kinh tế để có thể phát triển nhanh chóng. Bảo tàng được trang trí lại và xuất hiện nhà hát Grévin - ngày nay được xếp hạng công trình lịch sử của Pháp - cùng Palais des Mirages - Cung điện Ảo vọng - vào Triển lãm thế giới năm 1900.

## Các nhân vật
Một số nhân vật nổi tiếng có tượng trưng bày ở bảo tàng Grévin:
| - Jean Paul II - Mozart - Tony Blair - Albert Einstein - Marilyn Monroe - Elvis Presley - Claude François - Charlie Chaplin - Jacques Chirac - Geneviève de Fontenay | - Mimie Mathy - George W. Bush - Monica Bellucci - Mohamed VI - Vladimir Putin - Charles Aznavour - Gérard Jugnot - Jenifer - Zinedine Zidane - Fabrice Luchini | - Jean-Paul Sartre - Michael Jackson - Charles de Gaulle - Ray Charles - Jimi Hendrix - Arielle Dombasle - Brigitte Bardot - Céline Dion - Louis Armstrong - Laurent Gerra | - Nicolas Sarkozy - Tony Parker - Louis de Funès - Michaël Youn - Louis XIV - La Fontaine - Amélie Mauresmo - Henri Salvador - David Douillet - Diam's | - Ronaldo - Lorie - Amélie Nothomb |

### Nhân vật hư cấu
| - Lara Croft - Obélix | - Gaston Lagaffe - Lucky Luke | - Marsupilami - Người nhện | - Titeuf |